# Pachnobia fabulosa
Pachnobia fabulosa är en fjärilsart som beskrevs av Ferguson 1965. Pachnobia fabulosa ingår i släktet Pachnobia och familjen nattflyn. Inga underarter finns listade i Catalogue of Life.